# サン＝ピエール (サンピエール島・ミクロン島)
サン＝ピエール（Saint-Pierre）は、フランス領サンピエール島・ミクロン島の首都である。サンピエール島に位置する。サンピエール・ミクロンにある2つのコミューン（もう一つはミクロン島のミクロン＝ラングラード）の内のひとつである。
サンピエール島東岸の港町で、湾を沖合の小島に守られている。住民の多くはバスク、ブルターニュ、ノルマンディー、アカディアなどの出身者の末裔である。

## 交通

### 空港
コミューン南部にはサン＝ピエール空港があり、エール・サン＝ピエールが本拠としている。ミクロン島やカナダ本土への便がある。